# Liste der politischen Bezirke der Steiermark

Die Lage der Steiermark innerhalb Österreichs

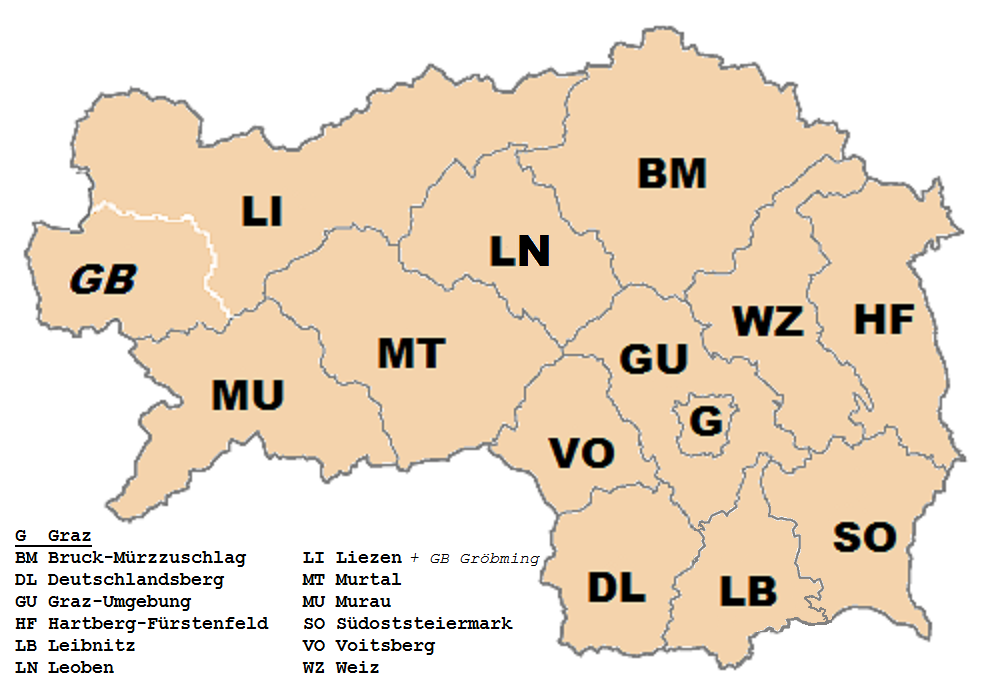
Die politische Gliederung der Steiermark, Stand 2020

Die Liste zeigt die Bezirke der Steiermark, des zweitgrößten Bundeslandes Österreichs.
Der flächenmäßig größte Bezirk Österreichs ist Liezen, in dem die politische Expositur Gröbming liegt, die zwar viele, aber nicht alle Aufgaben eines selbständigen Bezirkes hat (nicht: Sozialhilfe, Jugendwohlfahrt, Gemeindeprüfung und Katastrophenschutz).
Städte mit eigenem Statut gehören keinem Bezirk an. Die einzige Statutarstadt der Steiermark ist die Landeshauptstadt Graz, kleiner als der kleinste Bezirk, aber mit über 290.000 Einwohnern bevölkerungsreicher als der bevölkerungsreichste Bezirk. In Graz ist auch der Sitz der Verwaltung (Bezirkshauptmannschaft) des umgebenden Bezirks Graz-Umgebung.
Die nach Einwohnern kleinste Stadt der Steiermark ist Friedberg im Bezirk Hartberg-Fürstenfeld mit 2657 Einwohnern (1. Jänner 2024).
Im Rahmen der Gemeindestrukturreform in der Steiermark kam es mit Wirkung ab 1. Jänner 2015 zu einigen kleineren Verschiebungen in den Bezirksgrenzen, um neue Gemeinden, die sich aus früheren, in verschiedenen Bezirken liegenden Gemeinden zusammensetzen, nur einem Bezirk zuzuordnen: Dies ist z. B. bei den neuen Gemeinden Schwarzautal, Fladnitz an der Teichalm oder Landl der Fall. Grundlage ist eine Verordnung der Landesregierung.

## Bezirksfusionen

Die Bezirksgrenzen vor der Reform (2011)

Als erste Bezirksfusion in der Zweiten Republik entstand am 1. Jänner 2012 aus den bisherigen politischen Bezirken Judenburg und Knittelfeld der politische Bezirk Murtal (Fläche: 1.675,81 km², 71.580 Einwohner).
Im April 2012 beschloss die Steiermärkische Landesregierung die Fusion weiterer Bezirke mit Wirkung zum 1. Jänner 2013 (Stand: Fläche 2020; Einwohner 1. Jänner 2024):
- Bezirk Bruck-Mürzzuschlag, aus den bisherigen politischen Bezirken Bruck/Mur und Mürzzuschlag (Fläche: 2.156,93 km², 98.044 Einwohner, Bezirkshauptfrau: Gabriele Budiman [MZ])
- Bezirk Hartberg-Fürstenfeld, aus den bisherigen politischen Bezirken Fürstenfeld und Hartberg (Fläche: 1.224,28 km², 91.133 Einwohner, Bezirkshauptmann: Max Wiesenhofer [HB])
- Bezirk Südoststeiermark, aus den bisherigen politischen Bezirken Feldbach und Radkersburg (Fläche: 982,96 km², 83.901 Einwohner, Bezirkshauptmann: Alexander Majcan [RA])

Weiters wurden die Agenden der Politischen Expositur Aussee mit Wirkung per 1. Jänner 2012 der Bezirkshauptmannschaft Liezen übertragen, in Bad Aussee verbleibt nur noch eine Außenstelle (Bürgerservicebüro).
Die Fusion der Bezirkshauptmannschaften soll laut dem Programm der Verwaltungsreform 2011–2015 der Steiermärkischen Landesregierung eine kosteneffizientere Landesverwaltung bringen, ohne die Bürgernähe einzuschränken. Nach Prognosen der Landesregierung erspart sich die Steiermark damit langfristig rund 10 Mio. Euro, hauptsächlich durch Einsparung von Personalkosten. Weiters verlautbarte die Landesregierung, dass keine weiteren Bezirksreorganisationen stattfinden sollen.

## Legende und Liste

### Städte, Gemeinden und Bemerkungen
- Bezirksname, Lage und Kfz-Kz.: Name des Bezirks und in der Karte die Lage innerhalb der Steiermark. Unterhalb der Karten die Kfz-Kennzeichen und deren Kürzel.
- Bezirkshauptstadt, Städte, Marktgemeinden und Gemeinden: Bezirkshauptstadt bzw. Verwaltungssitz sowie alle Städte, Marktgemeinden und Gemeinden im Bezirk.
- Bemerkung: Infos zum Bezirk.

| Bezirksname, Lage und Kfz-Kz.                        | Bezirkshauptstadt, Städte, Marktgemeinden und Gemeinden | Bemerkung |
| ---------------------------------------------------- | --- | --- |
| Bruck-Mürzzuschlag ↓ (auslfd.)                       | Bezirkshauptstadt: Bruck an der Mur Städte: Kapfenberg • Kindberg • Mariazell • Mürzzuschlag Marktgemeinden: Aflenz • Breitenau am Hochlantsch • Krieglach • Langenwang • Neuberg an der Mürz • Sankt Barbara im Mürztal • Sankt Lorenzen im Mürztal • Sankt Marein im Mürztal • Thörl • Turnau Gemeinden: Pernegg an der Mur • Spital am Semmering • Stanz im Mürztal • Tragöß-Sankt Katharein | Bruck-Mürzzuschlag liegt im Nordosten der Steiermark, hat den zweitgrößten Ballungsraum (Mur-Mürz-Furche) und grenzt nördlich und nordöstlich an Niederösterreich. Die Bezirkshauptstadt Bruck an der Mur ist ein zentraler Knoten des Eisenbahnverkehrs (zum Beispiel für die Verbindungen Graz-Wien oder Graz-Klagenfurt). Der Bezirk ist vorwiegend durch die Stahlindustrie geprägt. |
| Deutschlandsberg ↓                                   | Bezirkshauptstadt: Deutschlandsberg Marktgemeinden: Bad Schwanberg • Eibiswald • Frauental an der Laßnitz • Groß Sankt Florian • Lannach • Pölfing-Brunn • Preding • Stainz • Wettmannstätten • Wies Gemeinden: Sankt Josef (Weststeiermark) • Sankt Martin im Sulmtal • Sankt Peter im Sulmtal • Sankt Stefan ob Stainz | Deutschlandsberg grenzt im Westen an das Bundesland Kärnten sowie im Süden an das Nachbarland Slowenien. Teil der westlichen Grenze des Bezirks bildet die Koralpe. |
| Graz ↓                                               | Stadtbezirke: Innere Stadt • St. Leonhard • Geidorf • Lend • Gries • Jakomini • Liebenau • St. Peter • Waltendorf • Ries • Mariatrost • Andritz • Gösting • Eggenberg • Wetzelsdorf • Straßgang • Puntigam | Graz ist die Landeshauptstadt der Steiermark und als Statutarstadt gleichzeitig sowohl Gemeinde als auch Bezirk. Sie wird vom Bezirk Graz-Umgebung vollständig umschlossen. In Graz haben alle wichtigen Landesorganisationen und Einrichtungen ihren Hauptsitz. Im Jahr 2003 war Graz Kulturhauptstadt Europas. |
| Graz-Umgebung ↓                                      | Verwaltungssitz: Graz Stadt: Frohnleiten Marktgemeinden: Deutschfeistritz • Dobl-Zwaring • Eggersdorf bei Graz • Feldkirchen bei Graz • Gössendorf • Gratkorn • Gratwein-Straßengel • Hausmannstätten • Hitzendorf • Kalsdorf bei Graz • Kumberg • Laßnitzhöhe • Lieboch • Peggau • Premstätten • Raaba-Grambach • Sankt Marein bei Graz • Semriach • Thal • Übelbach • Vasoldsberg Gemeinden: Fernitz-Mellach • Hart bei Graz • Haselsdorf-Tobelbad • Kainbach bei Graz • Nestelbach bei Graz • Sankt Bartholomä • Sankt Oswald bei Plankenwarth • Sankt Radegund bei Graz • Seiersberg-Pirka • Stattegg • Stiwoll • Weinitzen • Werndorf • Wundschuh                                        | Der Bezirk Graz-Umgebung liegt im Zentrum der Steiermark. Er umgibt vollständig die Landeshauptstadt und hat keine eigene Bezirkshauptstadt. Die Bezirkshauptmannschaft befindet sich in Graz. Der Westen von Graz-Umgebung liegt an den Ausläufern der Lavanttaler Alpen. Der Bezirk wird von Norden nach Süden von der Mur durchflossen, die die Grenze zwischen West- und Oststeiermark bildet. Die höchsten Berge im Bezirksgebiet befinden sich im Nordwesten im Bereich der Gleinalpe im Gemeindegebiet von Übelbach. Der höchste Gipfel ist der Speikkogel (1988 m). |
| Hartberg-Fürstenfeld ↓ (seit 1. Juli 2013) (auslfd.) | Bezirkshauptstadt: Hartberg Stadt: Friedberg • Fürstenfeld Marktgemeinden: Bad Waltersdorf • Burgau • Grafendorf • Ilz • Kaindorf • Neudau • Pinggau • Pöllau • Vorau Gemeinden: Bad Blumau • Bad Loipersdorf • Buch-St. Magdalena • Dechantskirchen • Ebersdorf • Feistritztal • Greinbach • Großsteinbach • Großwilfersdorf • Hartberg Umgebung • Hartl • Lafnitz • Ottendorf an der Rittschein • Pöllauberg • Rohr bei Hartberg • Rohrbach an der Lafnitz • Sankt Jakob im Walde • Sankt Johann in der Haide • Sankt Lorenzen am Wechsel • Schäffern • Söchau • Stubenberg • Waldbach-Mönichwald • Wenigzell                                                                               | Hartberg-Fürstenfeld grenzt im Westen und Nordwesten an den Bezirk Weiz, im Süden an den Bezirk Südoststeiermark, im Norden und Osten an die burgenländische Bezirke Oberwart, Güssing und Jennersdorf im Norden an den niederösterreichischen Bezirk Neunkirchen. In Bad Waltersdorf befindet sich ein Thermalbad. Im Westen des Bezirkes befindet sich der künstlich angelegte Stausee Stubenbergsee, der im Sommer ein beliebter Badesee ist, und der Tier- und Naturpark Herberstein samt Schloss. |
| Leibnitz ↓                                           | Bezirkshauptstadt: Leibnitz Marktgemeinden: Arnfels • Ehrenhausen an der Weinstraße • Gamlitz • Gleinstätten • Gralla • Großklein • Heiligenkreuz am Waasen • Lebring-Sankt Margarethen • Leutschach an der Weinstraße • Sankt Georgen an der Stiefing • Sankt Nikolai im Sausal • Sankt Veit in der Südsteiermark • Schwarzautal • Straß in Steiermark • Wagna • Wildon Gemeinden: Allerheiligen bei Wildon • Empersdorf • Gabersdorf • Heimschuh • Hengsberg • Kitzeck im Sausal • Lang • Oberhaag • Ragnitz • Sankt Andrä-Höch • Sankt Johann im Saggautal • Tillmitsch | Der Bezirk Leibnitz mit der gleichnamigen Bezirkshauptstadt befindet sich im Süden der Steiermark. Der Bezirk wird von der Pyhrn Autobahn A 9 durchzogen und bildete mit dem Grenzübergang in Spielfeld nach Slowenien den größten Grenzübergang Österreichs. In Straß befindet sich die Erzherzog-Johann-Kaserne mit dem Jägerbataillon 17 des Österreichischen Bundesheeres. |
| Leoben ↓ (Stadt) (Land)                              | Bezirkshauptstadt: Leoben Städte: Eisenerz • Trofaiach Marktgemeinden: Kalwang • Kraubath an der Mur • Mautern in Steiermark • Niklasdorf • Sankt Michael in Obersteiermark • Sankt Peter-Freienstein • Vordernberg Gemeinden: Kammern im Liesingtal • Proleb • Radmer • Sankt Stefan ob Leoben • Traboch • Wald am Schoberpaß | Der Bezirk Leoben liegt zentral in der Steiermark. Die gleichnamige Bezirkshauptstadt beheimatet die Montanuniversität. In Leoben wird in der Brauerei Göss das traditionsreiche Gösser-Bier hergestellt. Im Norden des Bezirks befindet sich Eisenerz mit dem Erzberg, wo seit dem 11. Jahrhundert Eisenerz (hauptsächlich Siderit) abgebaut wird. Erz vom Erzberg verdankt der größte österreichische Industriekonzern Voestalpine mit seinen Stahlwerken in Linz und Leoben-Donawitz seine Existenz. Im südlichen Teil des Bezirks liegt Sankt Michael in Obersteiermark, wo seit 1980 eine Kaserne des Bundesheeres ist. |
| Liezen ↓ (inkl. pol. Expositur Gröbming) (auslfd.)   | Bezirkshauptstadt: Liezen Stadt: Bereich Liezen: Bad Aussee • Rottenmann • Trieben Pol. Exp. Gröbming: Schladming Marktgemeinden: Bereich Liezen: Admont • Altenmarkt bei Sankt Gallen • Bad Mitterndorf • Gaishorn am See • Irdning-Donnersbachtal • Sankt Gallen • Stainach-Pürgg Pol. Exp. Gröbming: Gröbming • Haus • Öblarn Gemeinden: Bereich Liezen: Aigen im Ennstal • Altaussee • Ardning • Gams bei Hieflau • Grundlsee • Hall bei Admont • Johnsbach • Landl • Lassing • Palfau • Selzthal • Weißenbach bei Liezen • Weng im Gesäuse • Wildalpen • Wörschach Pol. Exp. Gröbming: Aich • Gössenberg • Sölk • Michaelerberg-Pruggern • Mitterberg-Sankt Martin • Ramsau am Dachstein | Liezen erstreckt sich im Westen und Norden der Steiermark und ist der flächenmäßig größte Bezirk Österreichs; er ist sogar größer als die zwei kleinsten Bundesländer Österreichs Vorarlberg und Wien zusammen genommen. Zum Bezirk Liezen gehört auch die Politische Expositur Gröbming im Westen. Die Politische Expositur Bad Aussee wurde per 1. Jänner 2012 in eine Außenstelle der BH Liezen umgewandelt. Im Westen liegt das Dachsteingebirge mit dem Hohen Dachstein, dem höchsten Berg der Steiermark. Im Norden liegt das steirische Salzkammergut mit dem Ausseerland, welches mit Bad Aussee und Bad Mitterndorf umgeben von Altausseer See, Grundlsee und Toplitzsee eine beliebte Kur- und Urlaubsregion ist. Im Osten liegt das Hochschwabmassiv, zu dessen Fuß die Gemeinde Wildalpen eine beliebte Jagdregion ist.                                          |
| Murau ↓                                              | Bezirkshauptstadt: Murau Stadt: Oberwölz Marktgemeinden: Mühlen • Neumarkt in der Steiermark • Sankt Lambrecht • St. Peter am Kammersberg • Scheifling Gemeinden: Krakau • Niederwölz • Ranten • Sankt Georgen am Kreischberg • Schöder • Stadl-Predlitz • Teufenbach-Katsch | Der Bezirk Murau liegt im oberen Murtal im Westen der Steiermark. Die gleichnamige Bezirkshauptstadt ist die zweitkleinste Bezirkshauptstadt des Bundeslandes. Hier befindet sich auch die Brauerei Murau, die mit dem Murauer Bier eines der beliebtesten Biere Österreichs produziert. Im Süden des Bezirks liegen die Gurktaler Alpen. Von den Steirischen Landesbahnen wird die Murtalbahn betrieben, die zwischen den Bundesländern Salzburg und Steiermark verkehrt. Die Region Murau ist ein traditioneller Ausflugsort für Skifahrer. |
| Murtal ↓ (seit 1. Juli 2012) (auslfd.)               | Bezirkshauptstadt: Judenburg Stadt: Knittelfeld • Spielberg • Zeltweg Marktgemeinden: Kobenz • Obdach • Pöls-Oberkurzheim • Pölstal • Seckau • Unzmarkt-Frauenburg • Weißkirchen in Steiermark Gemeinden: Fohnsdorf • Gaal • Hohentauern • Lobmingtal • Pusterwald • Sankt Georgen ob Judenburg • Sankt Marein-Feistritz • Sankt Margarethen bei Knittelfeld • Sankt Peter ob Judenburg | Der Bezirk Murtal liegt im Westen der Steiermark. Nördlich der Stadt Zeltweg befindet sich der größte Militärflugplatz Österreichs, der Fliegerhorst Hinterstoisser, wo im Zwei-Jahres-Rhythmus einer der größten Flugtage Europas, die AirPower stattfindet. Mit dabei sind auch militärische Kunstflugstaffeln z. B. die italienische Kunstflugstaffel Frecce Tricolori. Nordwestlich der Stadt Spielberg befindet sich der neu errichtete Red Bull Ring. Auf der alten Rennstrecke wurde von 1969 bis 1987 und von 1997 bis 2003 der Große Preis von Österreich ein Formel-1-Rennen gefahren. Im Süden des Bezirks grenzt das südlichste Bundesland Österreichs, Kärnten, an. |
| Südoststeiermark ↓ (seit 1. Juli 2013) (auslfd.)     | Bezirkshauptstadt: Feldbach Städte: Bad Radkersburg • Fehring • Mureck Marktgemeinden: Gnas • Halbenrain • Jagerberg • Kirchbach-Zerlach • Klöch • Mettersdorf am Saßbach • Paldau • Riegersburg • Sankt Anna am Aigen • Sankt Peter am Ottersbach • Sankt Stefan im Rosental • Straden • Tieschen Gemeinden: Bad Gleichenberg • Deutsch Goritz • Edelsbach bei Feldbach • Eichkögl • Kapfenstein • Kirchberg an der Raab • Pirching am Traubenberg • Unterlamm | Der Bezirk Südoststeiermark liegt – wie der neue Bezirksname schon sagt – im Südosten der Steiermark. Die Bezirkshauptstadt Feldbach ist eine Schulstadt. In Klöch und Umgebung wird Weinbau betrieben. Die Kurorte Bad Gleichenberg und Bad Radkersburg weisen bis zu 80 °C heiße Thermalquellen auf. Die Mur, der größte Fluss der Steiermark begrenzt den Bezirk im Süden zur slowenischen Untersteiermark (Spodnja Štajerska). Hier endet der 365 km lange österreichische Teil des insgesamt 475 km langen Murradwegs beim Übergang von Bad Radkersburg zur slowenischen Stadt Gornja Radgona (Oberradkersburg). |
| Voitsberg ↓                                          | Bezirkshauptstadt: Voitsberg Stadt: Bärnbach • Köflach Marktgemeinden: Edelschrott • Ligist • Maria Lankowitz • Mooskirchen • Stallhofen Gemeinden: Geistthal-Södingberg • Hirschegg-Pack • Kainach bei Voitsberg • Krottendorf-Gaisfeld • Rosental an der Kainach • Sankt Martin am Wöllmißberg • Söding-Sankt Johann | Voitsberg liegt im Süd-Westen der Steiermark nördlich des Bezirkes Deutschlandsberg. Die westliche Grenze bildet die Pack. Auf der teilweise im südwestlichsten Teil des Bezirkes liegenden Hebalm befanden sich zwei Schigebiete, von denen eines (jenes des Malteser-Ordens) 2015 aufgelassen wurde, das andere (Klug-Lifte) weiterbesteht, aber bereits im Bezirk Deutschlandsberg liegt. Im Zentrum des Bezirks liegt am Ende der Köflacherbahn die Stadt Köflach mit dem österreichischen Glashersteller Stölzle-Oberglas und der 2004 eröffneten Therme Nova. Im Köflacher Ortsteil Piber befindet sich das bekannte Lipizzanergestüt, wo der Großteil der Lipizzaner für die Spanische Hofreitschule in Wien gezüchtet wird. Im benachbarten Bärnbach befindet sich die Barbarakirche, die vom österreichischen Künstler Friedensreich Hundertwasser gestaltet wurde. |
| Weiz ↓                                               | Bezirkshauptstadt: Weiz Stadt: Gleisdorf Marktgemeinden: Anger • Birkfeld • Markt Hartmannsdorf • Passail • Pischelsdorf am Kulm • Sankt Ruprecht an der Raab • Sinabelkirchen Gemeinden: Albersdorf-Prebuch • Fischbach • Fladnitz an der Teichalm • Floing • Gasen • Gersdorf an der Feistritz • Gutenberg-Stenzengreith • Hofstätten an der Raab • Ilztal • Ludersdorf-Wilfersdorf • Miesenbach bei Birkfeld • Mitterdorf an der Raab • Mortantsch • Naas • Puch bei Weiz • Ratten • Rettenegg • St. Kathrein am Hauenstein • Sankt Kathrein am Offenegg • St. Margarethen an der Raab • Strallegg • Thannhausen                                                                           | Der Bezirk Weiz liegt im Osten der Steiermark und grenzt im Westen an Graz-Umgebung sowie mit einem kleinen Teil im Nordosten an Niederösterreich. Im Bezirk liegt die Stadt Gleisdorf, die ein wichtiger Verkehrsknotenpunkt ist. Die Region um den Kulm ist für die Steirische Apfelstraße sowie für die alte Römerweinstraße mit zahlreichen Buschenschenken bekannt. |

## Daten
- Einwohner: Einwohnerzahl des Bezirks (Stand: 1. Jänner 2024[5]).
- Fläche in km²: Fläche des Bezirks in Quadratkilometern.
- Dichte: Bevölkerungsdichte des Bezirks (Einwohner pro Quadratkilometer).
- Gemeinden (davon Städte/Marktgemeinden): Gesamtanzahl der Gemeinden (dazu zählen Städte, Marktgemeinden und Gemeinden). In Klammer an erster Stelle steht die Anzahl der Städte und an zweiter Stelle die Anzahl der Marktgemeinden (Stand 2024).
- Geboren: Die jüngsten vorhandenen Geburtszahlen (2012).[6]
- Gestorben: Die jüngsten vorhandenen Todeszahlen (2007).

| Name                   | Einwohner | Fläche in km² | Dichte (Ew/km²) | Gemeinden (davon Städte/Marktgemeinden) Stand: 1. Jänner 2024 | Geboren im Jahr 2012 | Gestorben im Jahr 2007 |
| ---------------------- | --------- | ------------- | --------------- | ------------------------------------------------------------- | -------------------- | ---------------------- |
| Bruck-Mürzzuschlag ↑   | 98.044    | 2.156,93      | 45              | 19 (5/10)                                                     | 748                  | 951                    |
| Deutschlandsberg ↑     | 61.218    | 863,47        | 71              | 15 (1/10)                                                     | 489                  | 597                    |
| Graz ↑                 | 302.749   | 127,57        | 2.373           | Statutarstadt                                                 | 2.556                | 2.243                  |
| Graz-Umgebung ↑        | 163.722   | 1.084,55      | 151             | 36 (1/21)                                                     | 1.207                | 1.132                  |
| Hartberg-Fürstenfeld ↑ | 91.133    | 1.224,28      | 74              | 36 (3/9)                                                      | 768                  | 746                    |
| Leibnitz ↑             | 87.701    | 749,97        | 117             | 29 (1/16)                                                     | 678*                 | 713*                   |
| Leoben ↑               | 59.213    | 1.053,49      | 56              | 16 (3/8)                                                      | 379                  | 777                    |
| Liezen ↑               | 79.678    | 3.318,72      | 24              | 29 (5/10)                                                     | 644                  | 828                    |
| Murau ↑                | 27.062    | 1.385,48      | 20              | 14 (2/5)                                                      | 234                  | 443                    |
| Murtal ↑               | 71.580    | 1.675,81      | 43              | 20 (4/7)                                                      | 555                  | 816                    |
| Südoststeiermark ↑     | 83.901    | 982,96        | 85              | 25 (4/13)                                                     | 714**                | 863**                  |
| Voitsberg ↑            | 51.269    | 678,18        | 76              | 15 (3/5)                                                      | 431                  | 564                    |
| Weiz ↑                 | 92.531    | 1.097,94      | 84              | 31 (2/8)                                                      | 857                  | 722                    |
| Steiermark             | 1.269.801 | 16.399,34     | 77              | (34/122)                                                      | 10.260               | 11.395                 |

* ohne Murfeld
** mit Murfeld